# Gilles Holst

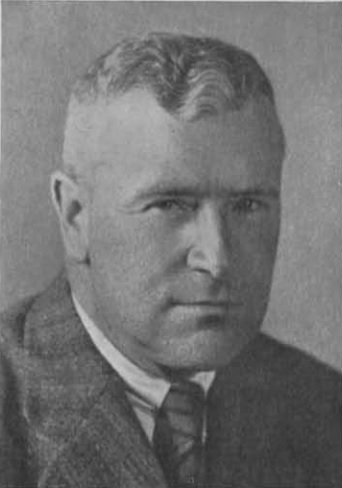
Gilles Holst

Gilles Holst (* 20. März 1886 in Haarlem; † 11. Oktober 1968 in Waalre) war ein niederländischer Physiker und erster Direktor des Philips-Forschungslaboratoriums (NatLab).

## Leben
Ab 1904 studierte Holst an der ETH Zürich. 1908 schloss er das Studium ab und wechselte 1910 an die Universität Leiden, wo er Assistent von Heike Kamerlingh Onnes wurde. Er arbeitete unter anderem bei dessen Experimenten, die zur Entdeckung der Supraleitung führten, mit. 1914 wurde er an der ETH Zürich mit der Schrift Les propriétés thermiques de l' ammoniaque et du chlorure de méthyle promoviert.
Ab 1914 arbeitete er in den N.V. Philips’ Gloeilampenfabrieken in Eindhoven, wurde Gründer und erster Direktor des NatLab und zum Pionier der industriellen Forschung in den Niederlanden. Zunächst führte er viele Arbeiten auf dem Gebiet der Glühlampenherstellung selbst durch, bevor er sich mit fähigen Mitarbeitern umgab, die Elektronenröhren, Röntgenröhren, Photozellen und Radio- und andere Geräte entwickelten und ab Mitte der 1930er Jahre auf dem Gebiet der elektrischen und magnetischen Eigenschaften von Festkörpern mittels Anwendung der Quantenmechanik forschten. Während der Deutschen Besatzung 1940–1945 war das NatLab ein Zufluchtsort für viele Wissenschaftler.
Nach seiner Pensionierung im Jahr 1946 war er noch zehn Jahre im Aufsichtsrat von Philips. 1956 war er maßgeblich an der Gründung der Technischen Universität Eindhoven beteiligt.
1926 wurde Holst zum Mitglied der Königlich Niederländischen Akademie der Wissenschaften (KNAW) gewählt. Seit 1933 war er Ehrendoktor der damaligen Technischen Hochschule Delft.

## Ehrungen
Seit 1963 wird von der KNAW die Gilles Holst Medaille verliehen. Mit ihr werden Wissenschaftler ausgezeichnet, die herausragende Leistungen in der angewandten Physik oder Chemie vorweisen können.